# Chapelle Saint-Claude de Cipières
La chapelle Saint-Claude est une chapelle catholique située en France sur la commune de Cipières, dans le département des Alpes-Maritimes en région Provence-Alpes-Côte d'Azur.
Elle fait l'objet d'une inscription au titre des monuments historiques depuis 1979.

## Localisation
La chapelle est située dans le département français des Alpes-Maritimes, sur la commune de Cipières.

## Historique
L'édifice est inscrit au titre des monuments historiques le 8 juin 1979.